# Holzbohrer (Schmetterling)
Die Holzbohrer (Cossidae) sind eine Familie der Schmetterlinge (Lepidoptera).

## Merkmale
Die nachtaktiven Falter erreichen Flügelspannweiten von bis zu 23 Zentimetern (Endoxyla cinereus, Australien), die europäischen Arten von bis zu 8 Zentimetern. Während des Tages sitzen sie im Gras oder an Stämmen. Sie legen ihre Eier an Zweigen und in Risse von Rinde ab.

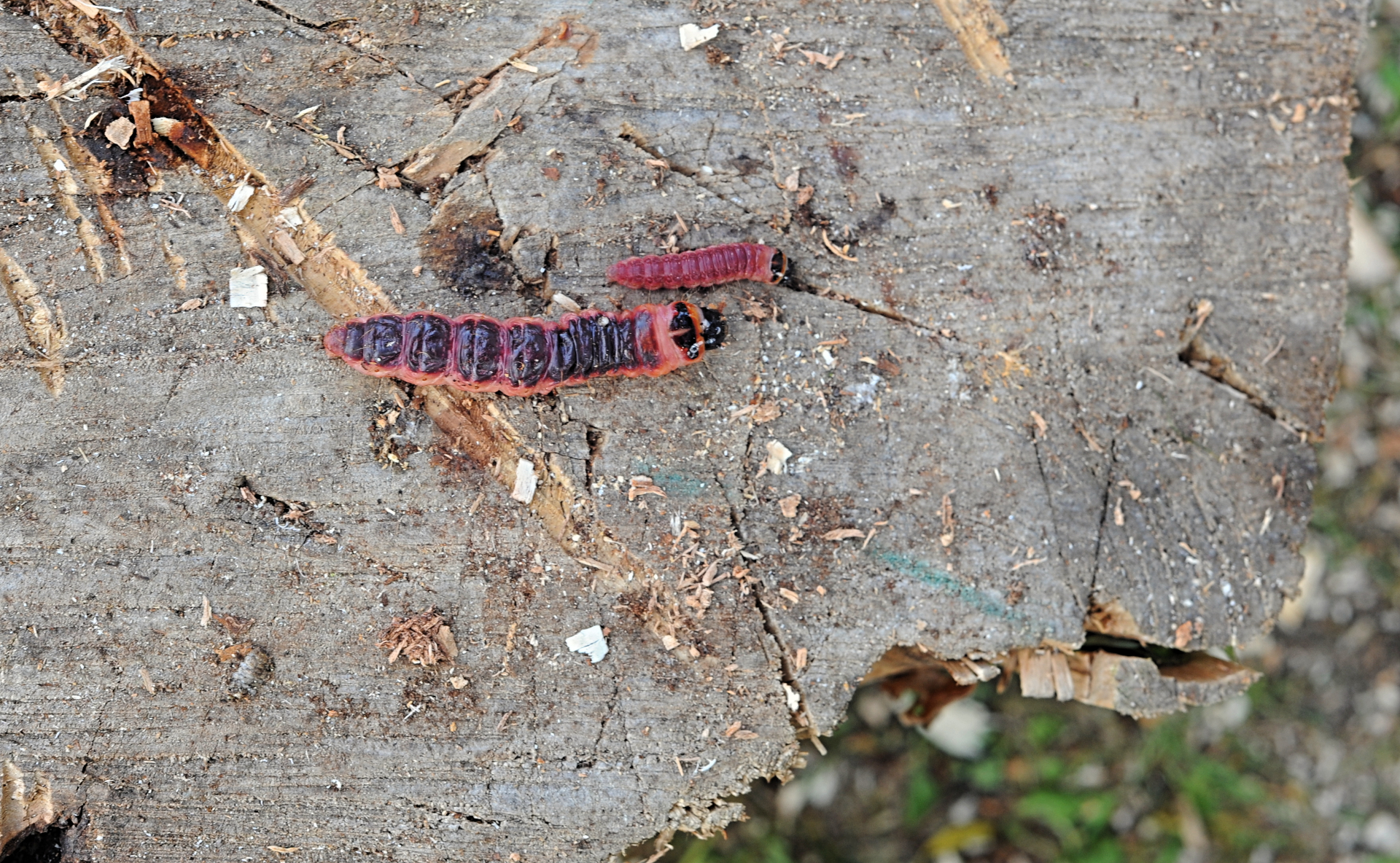
Zwei unterschiedlich alte Raupen eines Holzbohrers (Weidenbohrer, Cossus cossus) auf einem Stück Weidenholz

Die Raupen der Holzbohrer fressen und bohren in Holz. Zunächst leben sie unter der Rinde, ältere hingegen fressen dann Holz oder Mark. Da diese Art der Nahrung nicht sehr energiereich ist, benötigen sie für ihre Entwicklung bis zu drei Jahre. Die anschließende Verpuppung erfolgt entweder in den Fraßgängen im Holz oder außerhalb. Einige Arten richten, wegen ihrer Fraßgewohnheiten, große Schäden an Bäumen (z. B. an Obstbäumen) an.

## Taxonomie
Im deutschsprachigen Raum (A, CH, D) kommen sechs Arten der Familie vor, in ganz Europa sind es 24 Arten.
- Unterfamilie Cossinae
  - Weidenbohrer (Cossus cossus) (Linnaeus, 1758), A, CH, D
  - Lamellocossus terebra (Denis & Schiffermüller, 1775) A, CH, D
  - Parahypopta caestrum (Hübner, 1808) A
  - Zwiebelbohrer (Dyspessa ulula) (Borkhausen, 1790) A, CH, D

- Unterfamilie Zeuzerinae
  - Blausieb (Zeuzera pyrina) (Linnaeus, 1761) A, CH, D
  - Rohrbohrer (Phragmataecia castaneae) (Hübner, 1790) A, CH, D

## Nutzung durch den Menschen
Holzbohrerraupen (lateinisch cossus) finden mindestens seit der Antike als Speiseinsekten Verwendung.
Sie galten in der Antike bei Griechen und Römern (besonders bei Epikureern) als Delikatesse. Sie wurden teilweise mit Mehl gemästet. Allerdings können darunter auch andere Raupen holzfressender Schmetterlinge und auch Engerlinge von Käfern wie die des Hirschkäfers (Lucanus cervus) subsumiert worden sein.
Die Raupen einiger in Australien vorkommenden Arten sind bei den Aborigines als Delikatesse beliebt. Sie werden gemeinsam mit anderen in Holz lebenden Arten, wie z. B. den Raupen der Wurzelbohrer (Hepialidae) und den Larven der Bockkäfer (Cerambycidae) als Witchetty-Maden bezeichnet.
In Mexiko gelten möglicherweise seit der Aztekenzeit die von Agaven lebenden Raupen des Cossus redtenbacheri als essbar.